# Список фаворитів Катерини II

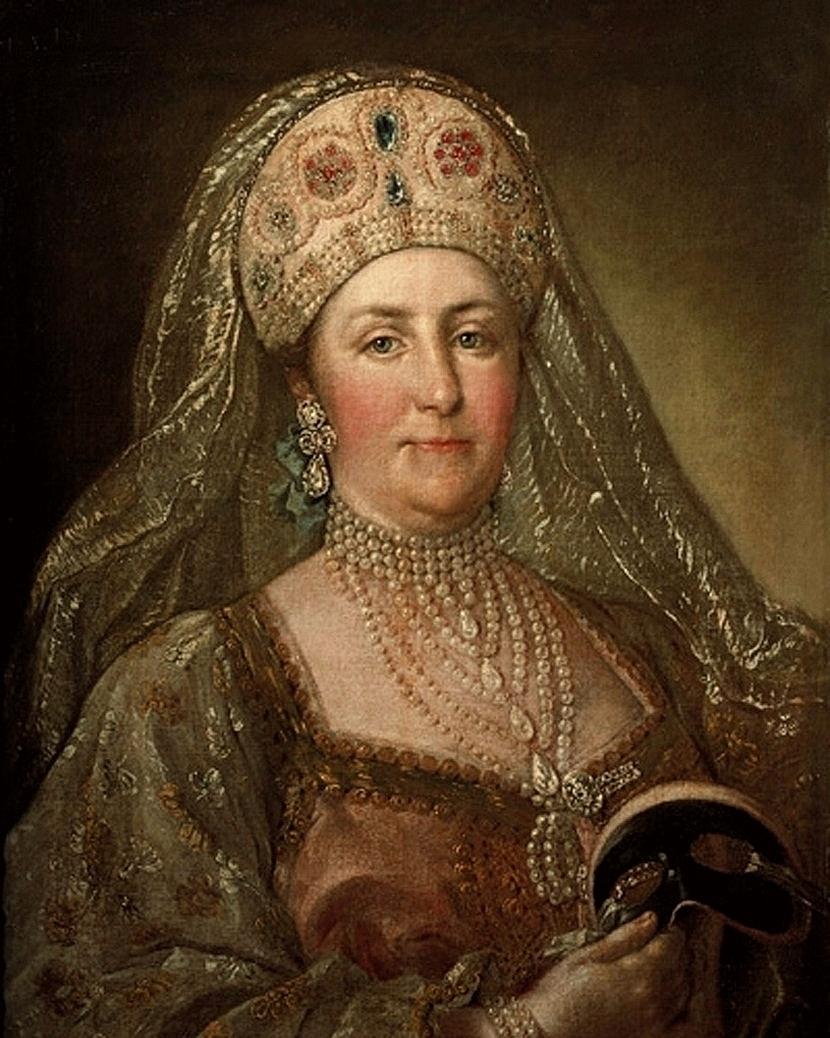
Катерина II

Список фаворитів Катерини II містить чоловіків, які фігурували в інтимному житті імператриці Катерини II (1729—1796), в тому числі її подружжя (законного і, можливо, морганатичного ; у таблиці виділені фіолетовим), офіційних фаворитів і коханих.
Катерина II мала свою славу через її зв'язки з численними коханцями, втім, кількість імен, відомих зі спогадів сучасників, досягає лише 23 (за списком катеринознавця П. І. Бартенєва з доповненнями Я. Л. Барскова ; існують різночитання). Тільки 10 з них займали офіційно посаду лідера з усіма привілеями та обов'язками, тому відомості про інші досить невиразні; зокрема, не завжди зрозуміло, до якої стадії доходили їхні стосунки з імператрицею і як довго вони тривали, а щодо кількох невідомі точні прізвища (у таблиці виділені зеленим).
Найвідомішими з її фаворитів були Григорій Орлов, Григорій Потьомкін та Платон Зубов. Після смерті чоловіка Петра III в 1762 вона планувала шлюб з Орловим, проте за порадами наближених відмовилася від цієї ідеї, а з Потьомкіним, найімовірніше, Катерина була таємно повінчана в 1775 — з цими двома чоловіками, а також із рано померлим Олександром Ланським, її пов'язували найсильніші почуття. Катерина народила трьох дітей, а ще четверо їй приписуються (див. окрема таблиця).

## Характеристика
У 1778 році француз Корберон доносив своєму урядові, що «у росії помічається часом рід міжцарства у справах, яке збігається зі зміщенням одного фаворита і появою нового. Ця подія затьмарює всі інші. Воно зосереджує у собі всі інтереси й спрямовує в одну сторону; навіть міністри, у яких відгукується цей загальний настрій, призупиняють справи, поки остаточний вибір тимчасового правителя не приведе всіх знову у нормальний стан і додасть урядовій машині її простий хід».
Зазвичай (за винятком короткого періоду в 1778—1780 роках, коли їй було під п'ятдесят, і вона за короткий термін змінила кілька коханців) зі своїми фаворитами Катерина проводила кілька років, розлучаючись з ними здебільшого через несумісність характерів, погану освіту фаворитів, їх зрад чи негідної поведінки (проблеми у фаворитів виникали через велику різницю у віці з імператрицею, жорсткий розклад її дня та контроль над їх розкладом та необхідності висловлювати повагу до Потьомкіна). Збережене листування Катерини з коханцями видає «її нестримну чуттєвість», але «наскільки нам відомо, вона ніколи не вступала у зв'язок без любові. Немає жодних свідчень тому, що вона колись наближала до себе чоловіка, не вірячи, що входить у довгі та серйозні відносини». Ймовірно, траплялися і «перехідні випадки», і «однонічні побачення» у пошуках відповідного супутника, проте вони були неминуче рідкісні, оскільки в палац практично неможливо було когось запровадити та вивести, минаючи численну прислугу, охорону та придворних, які незмінно помічали та коментували будь-які вчинки імператриці (інформація про потенційний майбутній фаворит була цінною — листи іноземних дипломатів на батьківщину свідчать, що вони ретельно збирали подібні чутки).
Стосунки Катерини з її фаворитами були найтеплішими, вона насправді пристрасно закохувалась у кожного з них, оточуючи турботою та увагою. Роман зазвичай починався «зі спалаху її материнської любові, німецької сентиментальності та захоплення красою нового коханого». Вона захоплювалася поточним фаворитом у спілкуванні з оточуючими, а коли виникала необхідність з ним розлучитися, впадала в депресію й іноді кілька тижнів закидала справи. Жоден з коханців, втративши прихильність чи, навіть, зрадивши її, не піддавався серйозній опалі: зазвичай їх відсилали зі столиці з великими подарунками в надані маєтки. Сучасники та історики (особливо радянські) вираховували суми, які Катерина витрачала на подарунки своїм коханим у період фавору, і називали колосальні цифри.

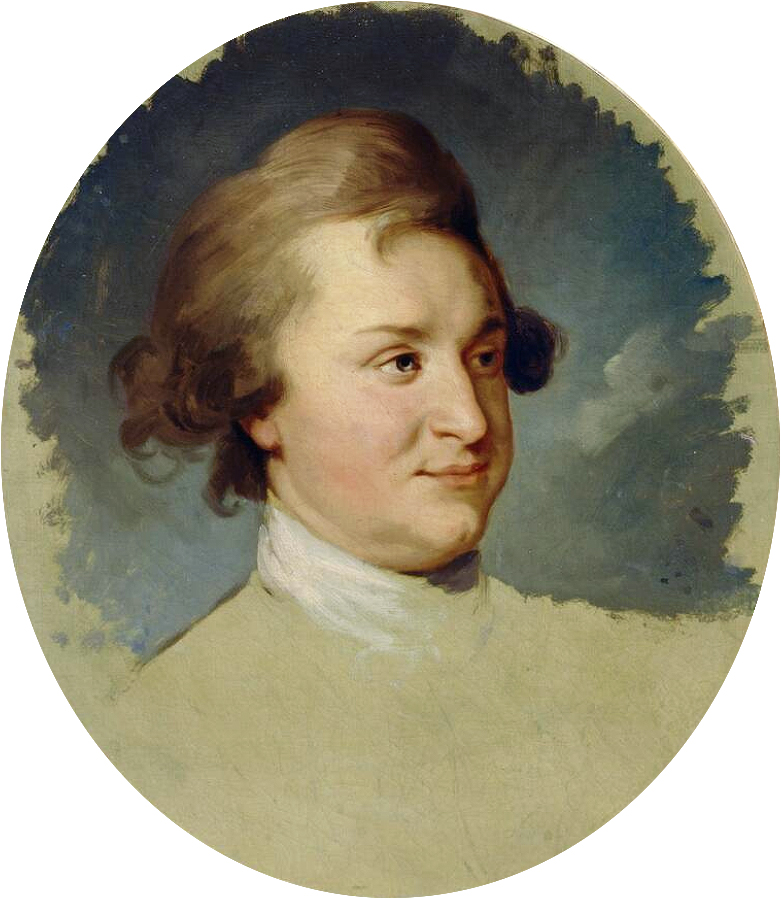
Григорій Потьомкін

Практично всі її фаворити після Потьомкіна були представлені Катерині ним особисто (окрім Зубова) та відстоювали його інтереси. Імовірно, після кризи, викликаної появою наступного після Потьомкіна фаворита Завадовського, між Катериною та Потьомкіним було укладено «негласну угоду»: кожен фаворит повинен захищати інтереси князя при дворі. Вона потребувала від фаворитів беззаперечного підпорядкування Потьомкіну, а при порушенні правила фаворит отримував відставку. Улюбленцям імператриці ставали молоді люди, не мавші ані багатства, ані впливових родичів, які своїм підвищенням повністю були зобов'язані Потьомкіну і Катерині та не грати згодом самостійної ролі. Біограф Потьомкіна пише, що історики часто випускали з уваги трикутник «Катерина — Потьомкін — молодий фаворит», проте саме такий трикутник і становив «родину» імператриці. Кімнати Потьомкіна як і раніше з'єднувались з апартаментами Імператриці; він мав право входити без доповіді, і поточний фаворит у будь-який момент міг зіткнутися з необхідністю терпіти його компанію або навіть вийти. Судячи з усього, Катерина II й Потьомкін до кінця життя не переривали «подружніх відносин». Деякі мемуаристи називають його «Фаворит-аншеф», а інших — «унтер-фаворитами».
| № | Ім'я | Портрет | Початок стосунків | Кінець стосунків | Статус | Примітки |
| --- | --- | --- | --- | --- | --- | --- |
| 1 | Великий князь Петро Федорович (імператор Петро III) (1728—1762) | | 1745 рік, 21 серпня (1 вересня) — вінчання | 28 червня (9 липня) 1762 — зречення Петра III | Законний чоловік | Його діти, відповідно до дерева Романових: Павло Петрович (1754) (за іншою версією, його батько — Саргій Салтиков) і офіційно — велика княжна Анна Петрівна (1757—1759, скоріше за все, дочка Станіслава Понятовського). Якщо йняти віри чуткам, страждав на певний вид імпоценції, пов'язаної з фімозом, і перші роки не мав із нею подружніх стосунків. Пізніше цб проблему вирішили хірургічним втручання, причому для проведення операція Петра напоїв Салтиков. |
| 2 | Салтиков Сергій Васильович (1722—1784) | | 1752 рік. З цього С этого періоду перебуває при «малому дворі» великих князів Катерини Олексіївни та Петра Федоровича. Початок роману — здогадно, весна того ж року. | 1754 рік, жовтень. Через 3 тижні після народження великого князя Павла похапцем відісланий послом у Швецію. За кілька місяців до цього, коли ознаки вагітності Катерини стали помітними, його перестали до неї пускати і вона страждала від розлуки. | Таємний коханець | Єдиний із відомих чоловіків імператриці, віком старший за неї. Катерина II, маючи бажання дискредитувати свого сина Павла, не спростовувала чуток про те, що його батьком був Салтиков. Той після історії з Катериною майже все своє життя провів при іноземних дворах. |
| 3 | Станіслав-Август Понятовський (1732—1798) | | 1756 рік. Коли Катерина оговталася після пологів і розлуки з коханим Салтиковим, вона закохалася в молодого поляка, котрий приїхав до Росії в почту англійського посла Чарльза Вільямса. | 1758 рік. Після падіння канцлера Бестужева Вільямс і Понятовський змушені були залишити Петербург. | Таємний коханець | Офіційно визнана велика княжна Анна Петровна (1757—1759), скоріше за все, була донькою Понятовського, як вважав і сам великий князь Петро Федорович, який, судячи з «Записок Катерини», примовляв: «Один Бог відає, звідки моя дружина вагітніє; я не знаю напевне, чи це моя дитина і чи мушу я його визнати своїм». У майбутньому Катерина зробить із нього короля Польщі, а потім анексує Польщу і приєднає її до Росії. Єдиний іноземець серед коханців Катерини, за народженням німецької принцеси: така пристрасть до російських красенів була на радість її підданим, у яких ще живою була пам'ять про «німецьке засилля» фаворитів Анни Леопольдівни. |
| 4 | Орлов Григорій Григорович (1734—1783) | | 1759 або 1760 рік. Навесні 1759 року в Петербург прибул граф Шверін, флігель-ад'ютант Фрідріха II, який потрапив у полон в Цорндорфській битві, тоді до нього був приставлений охоронцем Орлов. Орлов зажив собі слави, відбивши коханку у Петра Шувалова. | 1772 рік. Загалом пара пробула разом протягом 12 років. Після смерті чоловіка Катерина навіть хотіла вийти за нього заміж, але її відмовили. Паралельно він мав купу коханок, про яких Катерина знала. Зрештою на початку 1772 року поїхав на мирний конгрес із турками у Фокшанах, за його відсутності зірка фаворита закотилася, оскільки Катерина звернула увагу на Васильчикова. | Таємний коханець, потім офіційний фаворит (з 1762 года). | Бобринський Олексій Григорович — син Катерини й Орлова, народився 22 квітня 1762 року, через кілька місяців після смерті Єлизавети Петрівни. Кажуть, що в день пологів її вірний слуга Шкурін підпалив свій будинок і Петро побіг споглядати пожежу. Орлов і його пасоінарні брати посприяли поваленню Петра і сходженню на престол Катерини. Втрашивши фавор, взяв шлюб зі своєю кузиною Катериною Зинов'євою, після її смерті збожеволів. |
| 5 | Васильчиков Олександр Семенович (1746—1803/1813) | | 1772 рік, вересень. Навесні та влітку цього року часто стояв у караулах у Царському Селі, де імператриця звернула на нього увагу, незабаром отримав золоту табакерку «за утримання караулів». Потім у палаці зайняв кімнати, в яких жив Орлов, причому спершу через побоювання раптового повернення останньього до дверей його покоїв був виставлений караул. Така зміна фаворита, після орловсього десятиріччя, була незвичною і переполошила всіх при дворі.           | 1774 рік, 20 березня. Через піднесення Потьомкіна Васильчикову було відправлене найвище повеління їхати до Москви. | Офіційний фаворит | Перший із фаворитів Катерини, що був значно молодшим за неї (різниця у 17 років), вирізнявся красою. Був безкорисливим, мало користувався із свого статусу. Катерина ж відчувала його пустоту й брак освіти та вважала нудним. Після відставки оселився в Москві з братом, не одружився. |
| 6 | Потьомкін Григорій Олександрович (1739—1791) | | 1774 рік, весна. Давній знайомий Катерини, котрий брав участь у перевороті. | 1776 рік. У квітні 1776 року виїхав у відпустку на ревізію Новгородської губернії, у цей час Завадовський, на якого імператриця «накинула оком», зайняв його місце. | Офіційний фаворит, мабуть, морганатичний чоловік з 1775 (див. Весілля Катерини II та Григорія Потьомкіна). Попри розрив в особистому житті, завдяки своїм здібностям зберігав дружбу та повагу Катерини і багато років залишався другою людиною в девжаві. Не одружувався, його особисте життя складалося з «просвіти» його юних небог, в тому числі Катерини Енгельгардт. | Донька — Тьомкіна Єлизавета Григорівна (материнство Катерини під питанням). |
| 7 | Завадовський Петро Васильович (1739—1812) | | 1776 рік, листопад. Перебував у почту при Рум'янцеві, його представили імператриці як автора донесінь і доповідей у справах Малоросії влітку 1775 року під час її перебування в Москві. Зацікавив її як людина «тихша і сумирніша» за Потьомкіна. | 1777 рік, липень. Приєднався до партії Орлових і графа Рум'янцева, не влаштовував Потьомкіна та був зміщений його зусиллями. У травні 1777 року, після знайомства Катерини з Зоричем, Завадовському було надано офіційну шестимісячну відпустку. | Офіційний фаворит | За походженням малорос. Після відставки займав значні посади в адміністрації. Кохав імператрицю «як жінку» і по-справжньому її ревнував, що завдало йому шкоди в її очах. Не міг її забути і після розставання. Поїхав у пожалуваний йому маєток Ляличи, у 1777 відкликаний імператрицею назад до столиці, з 1780 року займався за її дорученням адміністративною діяльністю. Став першим міністром народної просвіти. Оженився на Вірі Миколаївні Апраксині, доньці С. О. Закревської, племінниці та метреси Кирила Разумовського. Вважається наступним після Потьомкіна за здібностями серед фаворитів Катерини; єдиний, окрім нього, котрому вона дозволила повернутися і доручала займатися державною діяльністю.                                                                |
| 8 | Зорич, Семён Гаврилович (1743/1745—1799) | | 1777 год, июнь. Потёмкин, желая сместить Завадовского, искал ему замену и взял Зорича к себе в адъютанты, а затем назначил его командиром лейб-гусарского эскадрона — личной охраны Екатерины. | 1778 год, июнь. Вызвал неудовольствие императрицы неумеренной карточной игрой, и недовольство Потёмкина — нежеланием считаться с его интересами, в припадке вспыльчивости наговорил князю кучу дерзостей. Был выслан из Петербурга. | Официальный фаворит | Красавец гусар сербского происхождения, на 14 лет младше императрицы. Екатерина была недовольна его плохим образованием и тем, что он не разделял её культурные интересы, вечно ожидала, что он мог «что-нибудь напакостить». В итоге был уволен в отставку с большим вознаграждением, пожалован 7 тысячами крестьян и поселился в подаренном ему Екатериной II местечке Шклове, где на свои средства основал Шкловское благородное училище. Запутался в долгах и был подозреваем в фальшивомонетчестве. |
| 9 | Римский-Корсаков, Иван Николаевич (1754—1831) | | 1778 год, июнь. Замечен Потёмкиным, который искал смену Зоричу, и отличён им благодаря красоте, а также невежеству и отсутствию серьёзных способностей, которые могли бы сделать его политическим соперником. Потёмкин представил его императрице в числе трёх офицеров (в том числе Бергман, Ронцов). 1 июня назначен флигель-адъютантом к императрице. | 1779 год, 10 октября. Удалён от двора, после того, как императрица застала его в объятиях графини Прасковьи Брюс, сестры фельдмаршала Румянцева. Эта интрига Потёмкина имела своей целью удаление не Корсакова, а самой Брюс. | Официальный фаворит | На 25 лет младше императрицы; Екатерину привлекла его анонсированная «невинность». Был очень красив и обладал отличным голосом (ради него Екатерина приглашала в Россию музыкантов с мировым именем). После потери фавора сначала остался в Петербурге и по гостиным рассказывал о своей связи с императрицей, чем задел её гордость. Вдобавок он бросил Брюс и завязал роман с графиней Екатериной Строгановой (был младше её на 10 лет). Это оказалось слишком, и Екатерина отослала его в Москву. Строганова поехала вместе с ним в подаренное ей мужем имение Братцево. С мужем, графом Александром Сергеевичем Строгановым, она так и не развелась, продолжая до конца жизни носить эту фамилию. Корсаков жил с ней всю жизнь, у них было четверо детей: два сына и две дочери. |
| 1778/1779 год был сумбурным в личной жизни Екатерины, она никак не могла себе выбрать постоянного возлюбленного. Возможно, это было связано с ударом от измены Корсакова. Сведения о мужчинах данного периода противоречивы. | 1778/1779 год был сумбурным в личной жизни Екатерины, она никак не могла себе выбрать постоянного возлюбленного. Возможно, это было связано с ударом от измены Корсакова. Сведения о мужчинах данного периода противоречивы. | 1778/1779 год был сумбурным в личной жизни Екатерины, она никак не могла себе выбрать постоянного возлюбленного. Возможно, это было связано с ударом от измены Корсакова. Сведения о мужчинах данного периода противоречивы. | 1778/1779 год был сумбурным в личной жизни Екатерины, она никак не могла себе выбрать постоянного возлюбленного. Возможно, это было связано с ударом от измены Корсакова. Сведения о мужчинах данного периода противоречивы. | Хронология «междуцарствия» (по Казимиру Валишевскому): - 1778 год, июнь — возвышение Корсакова - 1778 год, август — соперники пытаются отбить у него милости императрицы, их поддерживают Потёмкин (с одной стороны) и Панин с Орловым (с другой) - 1778 год, сентябрь — Страхов одерживает верх над соперниками - 4 месяца спустя — возвышение Левашева. Молодой человек, покровительствуемый графиней Брюс, Свейковский (или Свиховский), пронзил себя шпагой в отчаянии, что ему предпочли этого офицера - Римский-Корсаков на краткое время возвращается к прежнему положению - Римский-Корсаков борется со Стояновым | Хронология «междуцарствия» (по Казимиру Валишевскому): - 1778 год, июнь — возвышение Корсакова - 1778 год, август — соперники пытаются отбить у него милости императрицы, их поддерживают Потёмкин (с одной стороны) и Панин с Орловым (с другой) - 1778 год, сентябрь — Страхов одерживает верх над соперниками - 4 месяца спустя — возвышение Левашева. Молодой человек, покровительствуемый графиней Брюс, Свейковский (или Свиховский), пронзил себя шпагой в отчаянии, что ему предпочли этого офицера - Римский-Корсаков на краткое время возвращается к прежнему положению - Римский-Корсаков борется со Стояновым | Хронология «междуцарствия» (по Казимиру Валишевскому): - 1778 год, июнь — возвышение Корсакова - 1778 год, август — соперники пытаются отбить у него милости императрицы, их поддерживают Потёмкин (с одной стороны) и Панин с Орловым (с другой) - 1778 год, сентябрь — Страхов одерживает верх над соперниками - 4 месяца спустя — возвышение Левашева. Молодой человек, покровительствуемый графиней Брюс, Свейковский (или Свиховский), пронзил себя шпагой в отчаянии, что ему предпочли этого офицера - Римский-Корсаков на краткое время возвращается к прежнему положению - Римский-Корсаков борется со Стояновым |
| 10 | Стахиев (Страхов) Возможно, два разных человека. | | 1778 год; 1779, июнь. | 1779 год, октябрь. | | По описанию современников, «шут низшего разбора». Страхов был протеже графа Н. И. Панина Страхов может быть Иван Варфоломеевич Страхов (1750—1793), в таком случае, он был не любовником императрицы, а человеком, которого Панин счёл за безумного, и который, когда Екатерина однажды сказала ему, что он может просить у неё какой-нибудь милости, бросился на колени и просил её руки, после чего она стала избегать его. |
| 11 | Стоянов (Станов) Возможно, два разных человека. | | 1778 | 1778 | | Ставленник Потёмкина |
| 12 | Ранцов (Ронцов), Иван Романович (1755—1791) | | 1779. Упоминается в числе участвовавших в «конкурсе», не совсем ясно, удалось ли ему побывать в алькове императрицы | 1780 | | Один из внебрачных сыновей графа Р. И. Воронцова, единокровный брат Дашковой. Год спустя возглавил лондонскую толпу в беспорядках, организованных лордом Джорджем Гордоном. |
| 13 | Левашов, Василий Иванович (1740(?) — 1804) | | 1779 год, октябрь | 1779 год, октябрь | | Майор Семёновского полка, молодой человек, покровительствуемый графиней Брюс. Отличался остроумием и весёлостью. Дядя одного из последующих фаворитов — Ермолова. Женат не был, но имел 6 «воспитанников» от ученицы театральной школы Акулины Семёновой, которым было пожаловано дворянское достоинство и его фамилия. |
| 14 | Высоцкий, Николай Петрович (1751—1827) | | 1780 год, март. Племянник Потёмкина | 1780 год, март | | |
| 15 | Ланской, Александр Дмитриевич (1758—1784) | | 1780 год, апрель. Был представлен Екатерине обер-полицмейстером П. И. Толстым, она обратила на него внимание, но фаворитом он не стал. Левашев обратился к Потёмкину за помощью, тот сделал его своим адъютантом и около полугода руководил его придворным образованием, после чего весной 1780 года рекомендовал его императрице в качестве сердечного друга. | 1784 год, 25 июля. Умер после пятидневной болезни жабой и горячкой | Официальный фаворит | На 29 лет младше 54-летней в момент начала отношений императрицы. Единственный из фаворитов, который не вмешивался в политику и отказывался от влияния, чинов, и орденов. Разделял интерес Екатерины к наукам и под её руководством изучил французский, познакомился с философией. Пользовался всеобщей симпатией. Искренне обожал государыню и изо всех сил старался сохранить мир с Потёмкиным. Если Екатерина начинала флиртовать с кем-то другим, Ланской «не ревновал, не изменял ей, не дерзил, но так трогательно […] сокрушался о её немилости и так искренне страдал, что снова завоевывал её любовь». |
| 16 | Мордвинов | | 1781 год, май. На короткое время Екатерина обратила внимание на юношу, что чуть не стоило отставки фавориту императрицы А. Д. Ланскому. | 1781 год, июнь | | Вероятно, Мордвинов, Николай Семёнович (1754—1845). Сын адмирала, ровесник великого князя Павла, воспитывался вместе с ним. Эпизод не отразился на его биографии, обычно не упоминается. Стал известным флотоводцем. Родственник Лермонтова. |
| 17 | Ермолов, Александр Петрович (1754—1834) | | 1785 год, февраль. Офицер, адъютант Потёмкина, был им представлен. Гельбиг сообщает, что Потёмкин специально устроил праздник, чтобы познакомить Ермолова с императрицей. Только спустя 9 месяцев после смерти Ланского, чья потеря по ней больно ударила, Екатерина возобновила личную жизнь. Прежде, чем он попал в «случай», пришлось провести нелёгкую борьбу с другими соперниками, из которых самым серьёзным был 22-летний Павел Михайлович Дашков, сын Дашковой. | 1786 год, 28 июня. Вздумал действовать против Потёмкина (крымский хан Сахиб-Гирей должен был получать от Потёмкина крупные суммы, но их задерживали, и хан обратился за помощью к Ермолову), вдобавок, к нему охладела и императрица. Был выслан из Петербурга — ему «разрешили уехать на три года за границу». | Официальный фаворит | В 1767 году, путешествуя по Волге, Екатерина остановилась в имении его отца и 13-летнего взяла мальчика в Петербург. Потёмкин взял его в свою свиту, а почти 20 лет спустя предложил кандидатуру в качестве фаворита. Был высоким и стройным блондином, угрюмым, неразговорчивым, честным и чересчур простым. С рекомендательными письмами канцлера графа Безбородко уехал в Германию и Италию. Везде держал себя очень скромно. После отставки поселился в Москве и женился на Елизавете Михайловне Голицыной, с которой имел детей. Племянник предшествующего фаворита — Василия Левашова. Затем уехал в Австрию, где купил неподалёку от Вены богатое и прибыльное поместье Фросдорф, где и умер в 82 года.                                                                       |
| 18 | Дмитриев-Мамонов, Александр Матвеевич (1758—1803) | | 1786 год, июль. Дальний родственник Потёмкина и его адъютант. Представлен императрице на другой день после отъезда Ермолова. | 1789 год, ноябрь. Влюбился во фрейлину княжну Дарью Фёдоровну Щербатову, о чём было донесено Екатерине. «…Перед вечерним выходом сама её величество изволила обручить графа А. М. Мамонова с княжной Щербатовой; они, стоя на коленях, просили прощения и прощены». Жениху пожалованы подарки и приказано на другой же день после свадьбы 12 июля выехать из Петербурга. | Официальный фаворит | 28-летний в момент начала отношений. Отличался высоким ростом и умом. Писал стихи и пьесы. Не вмешивался в управление государством. Будучи женатым в Москве, неоднократно обращался к императрице Екатерине II с просьбой разрешить ему вернуться в Санкт-Петербург, но получал отказ. По замечанию Головкина: «Он был ни тем, ни сем, и ничем-либо вообще; у него было лишь одно развлечение — изводить свою жену, которую он без конца обвинял в том, что она является виновницей его полного ничтожества». Она родила ему 4 детей, в конце концов разъехались. |
| 19 | Милорадович | | 1789 год. Был в числе кандидатов, которых предлагали после отставки Дмитриева. В их число также входили отставной секунд-майор Преображенского полка Казаринов, барон Менгден — все молодые красавцы, за каждым из которых стояли влиятельные придворные (Потёмкин, Безбородко, Нарышкин, Воронцовы и Завадовский). | 1789 год | | Вероятно, Милорадович, Михаил Андреевич (1771—1825). Знаменитый генерал, убит на Сенатской площади декабристом Каховским. Эпизод возможного фавора у Екатерины в биографии обычно не упоминается. По указаниям Я. Л. Барскова, входит в донжуанский список Екатерины. |
| 20 | Миклашевский | | 1787 год. | 1787 год. Миклашевский был кандидатом, но фаворитом не стал. | | Согласно свидетельствам, во время поездки Екатерины II в 1787 году в Крым среди кандидатов в фавориты был и какой-то Миклашевский. Возможно, это был Миклашевский, Михаил Павлович (1756—1847), который входил в свиту Потёмкина в качестве адъютанта (первый шаг к фавору), но неясно, с какого года.. В 1798 году Михаил Миклашевский был назначен малороссийским губернатором, но вскоре уволен. В биографии эпизод с Екатериной обычно не упоминается. |
| 21 | Зубов, Платон Александрович (1767—1822) | | 1789 год, июль. Ставленник фельдмаршала князя Н. И. Салтыкова, главного воспитателя внуков Екатерины. | 1796 год, 6 ноября. Последний фаворит Екатерины. Отношения прервались с её смертью. | Официальный фаворит | 22-летний в момент начала отношений с 60-летней императрицей. Первый официальный фаворит со времён Потёмкина, не бывший его адъютантом. За его спиной стояли Н. И. Салтыков и А. Н. Нарышкина, также за него хлопотала Перекусихина. Пользовался большим влиянием, практически сумел вытеснить Потёмкина, который угрожал «приехать и вырвать зуб». Позже участвовал в убийстве императора Павла. Незадолго до своей смерти женился на молоденькой, незнатной и небогатой красавице-польке и страшно ревновал её. |